# SAGE: A Scholarly Journal on Black Women
SAGE: A Scholarly Journal on Black Women é um jornal acadêmico fundado em 1984 por Beverly Guy-Sheftall e Patricia Bell-Scott. É "o único periódico do gênero dedicado exclusivamente à experiência das mulheres negras".